# Månkaka
Månkaka är ett litet kompakt bakverk med fyllning som kan vara söt eller salt, och som i Kina och stora delar av Östasien är intimt förknippat med den i mitten av hösten firade månfesten. Kakan har i regel ett eller flera kinesiska tecken tryckta på ovansidan som talar om vad det är för fyllning eller bara signalerar lycka i form av exempelvis tecknet för 'långt liv' eller just 'lycka'.
Kakan har sin form efter fullmånen, som i mitten av hösten när månfesten firas sägs vara ovanligt rund och stor, men rundheten är också en symbol för den samlade familjen. En populär berättelse gör gällande att grundaren av Mingdynastin, Zhu Yuanzhang, lät sprida meddelanden som manade till kamp mot de mongoliska härskarna i utdelade månkakor. Månkakor är idag ett ofta dyrt bakverk som, vanligen då i fint tryckta metallaskar, är vanligt som gåva dagarna före månfesten.
Festivalen handlar om uppskattning av månen och månfestivalen, och månkakor betraktas som en oumbärlig delikatess. Månkakor erbjuds mellan vänner eller på familjesammankomster medan man firar festivalen. Höstfesten är en av de fyra viktigaste kinesiska festivalerna.

## Beskrivning av månkakor
Typiska månkakor är runda bakverk, som mäter ungefär 10 centimeter i diameter och 3–4  centimeter tjocka och äts vanligtvis i de södra och norra kinesiska regionerna. En rik, tjock fyllning som vanligtvis är tillverkad av röda bönor eller lotusfröpasta, är omgiven av en tunn, 2–3 mm skorpa, och kan innehålla äggula från saltat ankägg. Månkakor äts vanligtvis i -små kilar åtföljda av kinesiskt te. Idag är det vanligt att affärsmän och familjer ger bort månkakor till sina kunder eller sina släktingar som presenter vilket hjälper till att driva efterfrågan på avancerade månkakor.
På grund av Kinas inflytande åtnjuts och firas även månkakor och Höstfesten i andra delar av Asien. Månkakor har också dykt upp i västländerna som en form av delikatess.

## Regionala varianter
Månkaka av Shanghai-stil: Den här månkakan är tillverkad av deg som har en rik, smulig och smörig skorpa. De mest populära fyllningarna liknar de söta kantonesiska månkakorna, med sötad rödbönapasta, lotusfröpasta och taropasta med äggulor mitt i fyllningen.

## Månkakans senaste historia
Maxim's Caterers och Wing Wah är de mest kända producenterna av månkakor, med Maxim som det mest sålda varumärket i Hong Kong under 19 år i rad. Maxim har varit känt för sina månkakor med vaniljsås, som var extremt populära i Kina, liksom sin juliutförsäljning av kuponger (varje kupong som kan lösas in för en låda med månkaka i augusti – september).
Under de senaste åren har det höga kaloriinnehållet i månkakor kritiserats; till exempel har en typisk lotusfrömassa med två saltade äggulor 890 kalorier.